# Rajapattai
Rajapattai est un film indien de Kollywood réalisé par Suseenthiran (en) sorti en 2011. 
Ce masala dont le titre peut se traduire par « La Trajectoire du roi », raconte l'histoire d'un professeur de gymnastique s'opposant à une mafia locale qui veut s'approprier la terre de pauvres paysans. Le rôle principal est tenu par Vikram entouré de Deeksha Seth et K. Vishwanath ; la musique est composée par Yuvan Shankar Raja.

## Fiche technique
- Titre : Rajapattai
- Titre original en tamoul : ராஜபாட்டை
- Réalisateur : Suseenthiran
- Scénario : Susindran et Seenu Vasan (histoire)
- Musique : Yuvan Shankar Raja
- Parolier : Yugabharathi
- Direction artistique : Rajeevan
- Photographie : R. Madhi
- Montage : Mu. Kasi Viswanathan
- Cascades et combats : Anal Arasu
- Production : Prasad V. Potluri (PVP Cinema)
- Langue : tamoul
- Pays d'origine : Inde
- Date de sortie : 23 décembre 2011 (Inde, France)
- Format : Couleurs
- Genre : massala
- Durée : 123 minutes

## Distribution
- Vikram : Anal Murugan
- K. Vishwanath
- Deeksha Seth
- Pradeep Rawat
- Avinash
- Thambi Ramaiah
- Mayilsamy
- Aruldass
- Shriya Saran et Reemma Sen : item number
- Yogi Babu : Azhagu

## Musique
La musique d'accompagnement et les chansons sont composées par Yuvan Shankar Raja sur des paroles de Yugabharathi. Le cd de la bande originale sort le 9 décembre 2011.
- Villathi Villain - Mano, Malathy
- Podi Paiyyan Polave - Haricharan
- Laddu Laddu Rendu Laddu - Vikram, Andrea Jeremiah, Suchitra, Priyadarshini
- Paniye - Javed Ali, Renu